# Майдан Короленка (Житомир)
Майдан Короле́нка — майдан в Богунському районі міста Житомира. Названий на честь російського письменника та публіциста Володимира Короленка, який народився й провів дитячі роки поруч з майданом та залишив про майдан спогади у повісті рос. «История моего современника»[джерело?].

## Характеристики
Розташований у центральній частині міста, в Старому місті, на перетині вулиць Перемоги, Старовільської й Короленка.
Від майдану бере початок вулиця Короленка. Виходом на майдан завершується Старовільська вулиця. Крізь майдан проходить вулиця Перемоги.

#### Заклади та установи
№ 1 — Літературно-меморіальний музей В. Г. Короленка;
№ 4 — Відділення поштового зв'язку № 3 (індекс 10003) Державного поштового оператора «Укрпошта»;
№ 7 — Загальноосвітня школа № 6 ім. В. Г. Короленка.

## Історія
Майдан почав формуватися у XVIII ст. на північній околиці тодішнього міста, де Черняхівська вулиця (нині Старовільська) розгалужувалася на два напрямки: на північ — шлях до села Вільськ і далі на Звягель (нині це вулиця Перемоги на північ від майдану) та на захід — шлях на Барашівку (сучасна вулиця Короленка).
На плані 1781 року майдан трикутної форми, утворений вулицями: Черняхівською (нині Старовільська), Залізною (сучасна вулиця Короленка), дорогою на село Вільськ (нині вулиця Перемоги). На майдан виходила також тодішня Руська вулиця (нині Володимирська). Навколо майдану існували поодинокі садиби.
У 1810 —1820-х рр. на майдані стояв міський шлагбаум — тоді тут була міська межа.
У першій половині ХІХ ст. сформувався також провулок, що виходив на майдан — Глухий провулок. В одній із міщанських садиб Глухого провулка провів дитинство та юність письменник Володимир Короленко.
Станом на середину ХІХ ст. сформувалася забудова західної частини майдану, що була представлена переважно дерев'яними садибами; східна частина майдану була малозабудованою. Крізь цю частину згідно з генпланом передбачалася нова ділянка нинішньої вулиці Перемоги, що мала з'єднувати нинішні майдани Короленка та Соборний. Протягом другої половини ХІХ ст. ця ділянка сучасної вулиці Перемоги відбулась та отримала назву Вільська вулиця; майдан став перехрестям для старої та нової ділянок Вільської вулиці (нині Перемоги), Старовільської вулиці, Руднянської вулиці (нині вулиця Короленка) й Глухого провулка.
До кінця ХІХ ст. сформувалася історична забудова майдану Короленка — переважно одно-двоповерхова. У 1899 році за місцем розташування нинішньої школи № 6 розпочав роботу цементний завод І. Кальницького. Поруч, у тому ж році, статським радником, місцевим меценатом Михайлом Дуриліним завершене будівництво садиби, що складалася з двоповерхового житлового будинку, одноповерхового будинку для прислуги, прибрамної, конюшні, великого саду й басейну та розміщувалася на місці нинішнього скверу перед школою № 6 з пам'ятником Короленкові.
З 1899 року по 1963 рік крізь сучасний майдан Короленка з Соборного майдану до Вільського кладовища курсував трамвай. З 1963 року курсує тролейбус.
У 1963 році збудовано першу на майдані п'ятиповерхівку (№ 5) з гастрономом «Тетерів». До кінця 1960-х років збудували п'ятиповерхівку (№ 2), що зайняла частину старого Глухого провулка.
У 1970-х роках історичну забудову переважної частини майдану було знесено — з боку гастроному «Тетерів», на місці старої забудови облаштовано сквер. З протилежного боку знесено стару будівлю школи № 6, що являла собою особняк Дуриліна 1899 року побудови. У 1972 році на майдані збудовано сучасні корпуси школи № 6, а на місці знесеної будівлі школи розбито сквер з пам'ятником Володимирові Короленку. У 1973 році у збереженій садибі, де проживала родина Короленків у дитячі роки письменника, розпочав роботу Літературно-меморіальний музей В. Г. Короленка.
У 1990 році майдану надано назву та здійснено адресацію будівель до нього.
У 2013 році знесено колишню садибу поміщиці Коляновської, що боковим фасадом виходила на майдан Короленка та про яку залишив спогади Володимир Галактіонович Короленко у повісті «История моего современника».